# Istituto di demoscopia di Allensbach

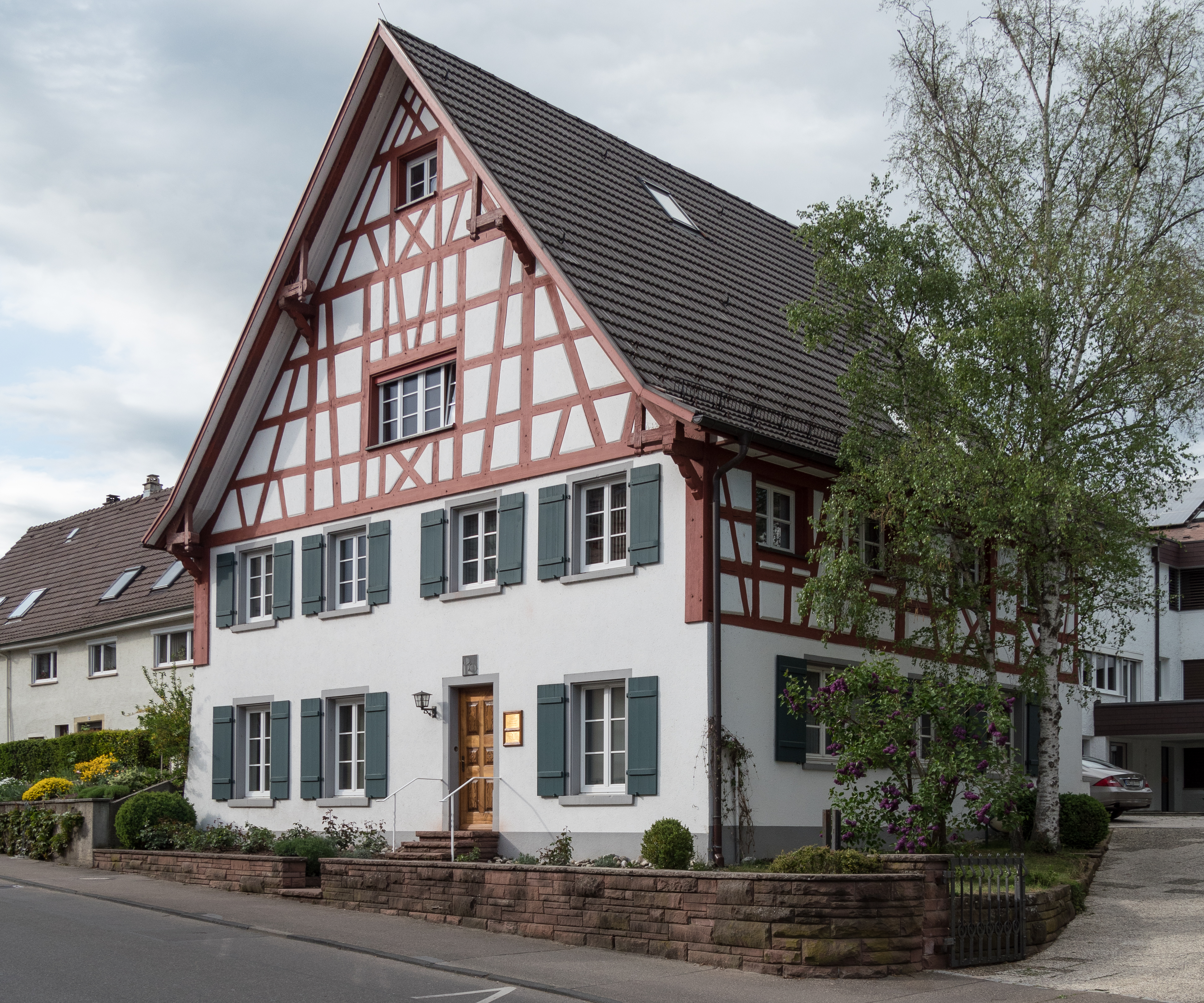
Istituto di demoscopia di Allensbach

L'Istituto di demoscopia di Allensbach è situato nelle vicinanze del lago di Costanza. Fu fondato nel 1947 da Elisabeth Noelle-Neumann, ed è uno dei più importanti istituti di ricerca d'opinione della Germania.
Ne fanno parte all'incirca 100 dipendenti, dei quali un quarto circa sono ricercatori scientifici. Per svolgere il lavoro di ricerca vengono utilizzati circa 2.000 intervistatori da tutto il paese.
L'istituto offre un ampio spettro di ricerche scientifiche, sempre nel ramo della ricerca sociale attraverso metodi scientifici quantitativi. In particolare svolge ricerche nei seguenti rami:
- ricerca sui media
- analisi politica
- ricerca sociale
- ricerca di mercato